# ロミロミ
ロミロミ（Lomi Lomi）はハワイ語で、「ロミ」は混ぜ合わせる、擦るなどを意味している。現代では概ねハワイアンマッサージ、ハワイ風マッサージまたはマッサージ師を意味しており、現代英語では「マッサージする」という意味になっている。本来は、ハワイで医療・癒しとして行われてきた伝統的な方法である。ハワイの伝統においては、ハワイ人の医師・ヒーラーによる癒しの実践、支配者層（アリイ）のための消化促進の行為、家庭内、または武術の達人によって行われていた。その習慣はアフプアア（地域）によって異なる。ロミロミを行う医師は5歳の時に天気、体の特徴（特に頭部）や性格などによって選ばれ、10年の勉強の後仕事を始めたが、修行は一生続いた。古代ハワイのすべての行為と同様に、祈りと目的をもって行われていた。
現在のロミロミはリラクセーションマッサージのひとつに数えられているが、伝統的なロミロミの実践者たちはスパやマッサージサロンで働くことを好まないため、伝統的なロミロミをスパなどで受けることは事実上不可能である。現在知られるロミロミマッサージ師の育成の時間は短く、ハワイ、日本、ヨーロッパ、オーストラリアなどで行われている。心地よいものもあるが、ハワイのコミュニティで認められている伝統的なロミロミとは全く別物である。

## 歴史
初期のポリネシア人入植者のマッサージが、ハワイで独自に進化した。子供から首長まで皆が行い、それぞれの地域で異なったアプローチ・やり方が発展し、伝承されていた。
ハワイ人で医療を行う者は、ka poʻe lomilomi(マッサージする人々）、anaka lomi(マッサージする人）などと呼ばれていた。今日では「カフナ･ロミロミ」と呼ばれるが、元来そうした呼び方はされていなかった。
ロミロミは手のひら、前腕、指、指関節、肘、膝、足、棒や石を使用して行った。医師は祈りをささげ、患部に触ったり、もんだり、手かざしをしたり、温めた石を乗せたり、木の棒で押したり、薬草を煎じて飲ませたりかませたりした。ハワイの医師 Auntie Margaret Machado は、ロミロミを「祈りの仕事」と言い表している。彼らは振動の法則、言葉の力、自然に造詣が深かった。
1820年にアメリカの宣教師がハワイに到着し、島民の多くがキリスト教に改宗すると、ハワイの伝統的な癒しの実践は異教のものとして禁止された。ロミロミは地下に潜ったが、元気を回復させるロミロミのマッサージは西洋人にも人気で、受けた人の記録が残っている。非ハワイ人たちはロミロミを受けるだけでなく行うようになり、ビショップ・ミュージアムのディレクターWilliam Tufts Brighamは1908年に、最もロミロミマッサージに熟練しているのは、ハワイ王家を滅ぼした指導者のひとりサンフォード・ドールであると書き残している。
ロミロミは禁止されていたため法律の規制も受けていなかったが、1947年にマッサージ委員会が設置され、行うには解剖学、生理学、マッサージ理論に関するペーパーテストに合格することが法律で定められた。多くの有名なロミロミ医師たちはこのテストに従わないか、不合格だったため、元気を回復させるロミロミのマッサージは地下に潜った。2001年に法律が改正され、一部の伝統的な実践者たちの間では議論もあるが、認定を受ければ法のもとでロミロミを実践することができるようになった。
今日の伝統的な実践者は、スパやサロンではなく、限られた患者に家で静かに、私的に対応することを好んでいる。

## 料理の名称としてのロミロミ
ロミとは「揉む」という意味なので、生魚（主に鮭が用いられる）にたまねぎとトマトを細かく刻んで揉みこんだ料理のこともロミ、あるいはロミロミと呼ばれる。ロミロミサーモンはハワイ料理の代表的な一品である。